# Cimetidin
Cimetidin je H2 blokator, antagonist histaminskih receptora koji brzo zaustavlja lučenje želudačne kiseline i pepsina iz želudačne sluznice. Kada se sedamdesetih godina prošlog veka pojavio bio je prava senzacija, prvi lek koji je uverljivo lečio peptički čir, pouzdanije nego bilo koji lijek do tada. Cimetidin blokira H2 receptore uzrokujući pad lučenja HCl, povisuje pH želuca i tako omogućava da se nadražena ili oštećena sluznica želuca obnovi. Cimetidin je u odnosu na druge H2 blokatore relativno toksičniji, može oštetiti jetru i bubrege, narušiti krvnu sliku, a mogući su i poremećaju rada srca. Stoga cimetidin danas sve više ustupa mesto novijim i manje toksičnim lijekovima kao što je ranitidin.

## Farmako-terapijska grupa i delovanje
Cimetidin je reverzibilni, kompetetivni antagonist vezivanja histamina na H2 receptore. Visoko je selektivan i ne utiče na aktivnost H1 receptora ili na receptore ostalih autakoidnih hormona. Jačina blokiranja lučenja želudačne kiseline prouzrokova histaminom ili nekim drugim H2 agonistom zavisi od doze cimetidina. Stupanj inhibicije korespondira plazmatskoj koncentraciji cimetidina u širokom području. Osim toga, cimetidin blokira lučenje želudačne kiseline uzrokovane agonistima muskarina ili gastrina, mada taj učinak nije uvijek kompletan. Ovakav višestruki inhibitorni učinak nije rezultat nespecifičnog djelovanja na receptore histamina, muskarina ili gastrina, - takav učinak ukazuje na to da aktiviranje muskarinskih i gastrinskih receptora koristi histamin kao krajnji, zajednički medijator. Štaviše, histaminergična stimulacija parijetalnih stanica želuca važna je za pojačavanje signala koje pokreću acetilholin i gastrin kada djeluju svaki na svoj receptor. Svojstvo cimetidina da blokira i histamin i gastrin i acetilholin čini ga potentnim inhibitorom svih faza lučenja želudačne kiseline. Stoga cimetidin blokira lučenje želudačne kiseline i tokom gladovanja i tokom noći, a takođe i lučenje želudačne kiseline izazvano hranom, asocijacijom na hranu, rastezanjem želuca, insulinom ili kofeinom. Cimetidin smanjuje i volumen želudačnog soka i njegovu kiselost. Lučenje pepsina uopšteno pada paralelno sa smanjenjem volumena želudačnog soka. Lučenje intrinzičnog faktora je takođe smanjeno, ali apsorpcija vitamina B12, s obzirom da se intrinzični faktor i inače luči u višku, adekvatna je i tokom dužeg perioda lečenja cimetidinom. Koncentracija gastrina u plazmi nije znatnije poremećena, štaviše, nešto je povećana putem negativne povratne sprege zbog smanjene kiselosti želuca.

## Farmakokinetički podaci
Cimetidin se brzo i potpuno apsorbira, uticaj hrane ili antacida je mali. Najviša koncentracija cimetidina u plazmi dostiže se nakon 1 do 2 sata. U jetri se cimetidin biotransformira rezultujući u bioraspoloživosti cimetidina od 60%. Poluvrijeme eliminacije iznosi 2 do 3 sata. Eliminacije ide uglavnom preko bubrega, 60% cimetidina se luči u urin nepromenjeno, a ostalo su oksidacijski metaboliti cimetidina. Male količine cimetidina mogu se pronaći u izmetu.

## Terapijske indikacije
Cimetidin se koristi za lečenje:
- peptičkog čira[6] na dvanaesniku i benignog peptički ulkusulkusa na želucu, uključujući i one uzrokovane uzimanjem analgetika ili antireumatika kao što su acetilsalicilna kiselina ili diklofenak;
- gastroezofagealne refluksne bolesti (GERB);
- perzistentnih dispeptičkih tegoba sa i bez ulceracija kao što su bolovi povezanih s određenom hranom;
- sprečavanje krvarenja u probavnom sastavu uzrokovanih stres ulceracijama u teško bolesnih pacijenata
- preanestetska medikacija pacijenata s rizikom od Mendelsonovog sindroma[7], pogotovo pre porođaja
- smanjenje malapsorpcije i gubitka tečnosti kod sindroma kratkog crijeva
- zatajanja pankreasa za smanjenje degradacije enzimskih suplemenata
- simptoma kod Zollinger Ellisonovog sindroma

## Kontraindikacije
- Preosetljivost na cimetidin.

## Mere opreza
Kod pacijenata s oštećenjem bubrežne funkcije doza cimetidina bi trebalo da bude smanjena zavisno od klirensu kreatinina. Hemodijaliza uspješno uklanja cimetidin, ali ne i peritonealna dijaliza.
Praćenje dugoročnog učinka cimetidina tokom više od 15 godina, kao i šestogodišnja klinička istraživanja kontinuirane primene cimetidina nisu pokazale neočekivane nuspojave. Ipak, sigurnost dugoročne terapije cimetidinom nije u potpunosti ustanovljena i pacijenti na dugoročnoj terapiji trebalo bi da budu posebno nadgledani.
Prije početka terapije želudačnih čireva cimetidinom mora se isključiti eventualna prisutnost malignog procesa putem, ukoliko je moguće, endoskopije i biopsije, zbog toga što cimetidin može maskirati simptome tumora želuca. Mora se biti svesno posljedica eventualne pogrešne dijagnoze pogotovo kod sredovečnih pacijenata ili starijih.

## Interakcije lekova
Cimetidin može produžiti eliminaciju lekova koji se oksidativno metaboliziraju u jetri. Naime, cimetidin se metabolizira preko citohroma P450. Iako se interakcije između cimetidina i određenog broja lekova kao što su diazepam i propranolol jasno dokazane, klinički značaj imaju samo interakcije s oralnim antitromboticima, fenitoinom, teofilinom i intravenskim lidokainom. Preporučuje se pomno nadziranje pacijenta koji uzimaju cimetidin i oralne antitrombotike ili fenitoin i po potrebi treba smanjiti doze spomenutih lekova ukoliko to bude potrebno. Takođe, treba imati na umu da cimetidin može pojačati smanjenje broja krvnih stanica uzrokovano određenim lekova ili bolesnim stanjima.

## Trudnoća i dojenje
Iako ispitivanja na životinjama i klinička praksa nisu otkrile nikakvu opasnost primene cimetidina tokom trudnoće i dojenja, i preklinička i klinička ispitivanja su pokazala da cimetidin prolazi kroz placentu i da se izlučuje u majčinom mleku. Korišćenje cimetidina tokom trudnoće i dojenja trebalo bi izbeći osim ukoliko je definitivno neophodno.

## Doziranje
Maksimalna dnevna doza iznosi 2400 mg. Kod pacijenata s poremećajem bubrežne funkcije doza mora biti smanjena.

### Odrasli
U pacijentima s čirom na dvanaesniku ili benignim želudačnim čirom, preporučuje se jednokratna dnevna doza od 800 mg pre spavanja. Inače, uobičajeno doziranje je 400 mg dnevno, ujutro i uveče. Ostali uhodani sistemi doziranja su: 200 mg tri puta dnevno uz obrok te dodatnih 400 mg pre spavanja (ukupno 1000 mg), a ukoliko takav režim doziranja nije efikasan, primjenjuje se 400 mg uz svaki od tri obroka te još 400 mg pre spavanja (ukupno 1600 mg dnevno).
Početno lečenje bi trebalo da traje najmanje 4 nedelje (6 nedelja za benigni čir želuca), 8 nedelja za čir uzrokovan kontinuiranom primenom nesteroidnih antireumatika iako sami simptomi obično ranije nestaju.
Većina čireva se zalečuje tokom toga razdoblja terapije, ali u nekim slučajevima potrebno je i dalje lečenje da bi došlo do potpunog izlečenja.
Lečenje se može nastaviti i tokom dužeg perioda kod onih pacijenata kojima smanjenje kiselosti želudačnog soka donosi znatnu zdravstvenu korist, a doza se može smanjivati dokle god pacijent reagira na liječenje, na primer jednokratna doza od 400 mg pre spavanja ili 400 mg ujutro i naveče.
Kod pacijenata koji su dobro reagovali na inicijalnu terapiju benignog peptičkog čira recidiv se preventira jednodnevnom dozom od 400 mg pre spavanja ili s 400 mg ujutro i pre spavanja.
Kod lečenja GERB-a, primjenjuje se 400 mg četiri puta dnevno, uz obroke i pre spavanja tokom četiri ili osam nedelja.
Kod pacijenata s vrlo jakom sekrecijom želudačne kiseline (npr. Zollinger Ellisonov sindrom) neophodna je doza od 400 mg ili povećanje doze po potrebi.
Za prevenciju krvarenja zbog stres ulceracija kod posebno teških pacijenata primjenjuju se doze od 200 do 400 mg svakih 4 do 6 sati.
U pacijenata s rizikom od ovog sindroma daje se doza od 400 mg cimetidina 90 do 120 minuta pre uvođenja u opštu anesteziju, a kod porodilja na početku poroda. Doza od 400 mg se ponavlja svakih 4 sata dok god postoji rizik s tim da treba imati na umu da je maksimalna dnevna doza 2400 mg.
Kod sindroma kratkog crijeva (koji se može javiti nakon hirurškog lečenja Crohnove bolesti), uobičajena doza zavisi o individualnom reagiranju na terapiju.
Za smanjenje degradacije suplemenata pankreatičnih enzima (pankreatin) primjenjuje se doza od 800 do 1600 mg (u zavisnosti o odgovoru) u 4 doze.

### Deca
Iskustva u liječenju djece cimetidinom ima znatno manje nego u liječenju odraslih. Kod djece starije od 4 godine života može se primijeniti doza od 25 do 30 mg/kg telesne težine podeljena u nekoliko doza tokom dana. Doza cimetidina u deci u prvoj godini života još nije u potpunosti ustanovljena, ali smatra se da se može primijeniti 20 mg/kg telesne težine u nekoliko doza tokom dana.

## Predoziranje
Akutno predoziranje s dozama do 20 g cimetidina prijavljeno je u nekoliko slučajeva no bez značajno opasnog stanja. U slučaju predoziranja primjenjuje se indukcija povraćanja ili ispiranje želuca zajedno sa simptomatskom terapijom.

## Nuspojave
Do sada je širom sveta cimetidinom lečeno više od 56 miliona pacijenata, ali nuspojave nisu često bile prijavljivane. Najčešće nuspojave bile su proliv, vrtoglavica ili osip, obično blag i prolazan te osjećaj umora. Takođe bilo je slučajeva ginekomastije, ali pokazalo se da je bila reverzibilna i povukla se nakon prestanka uzimanja cimetidina.
Povremeno se može javiti reverzibilno oštećenje jetre, a retko se može javiti i hepatitis. Primećena su i reverzibilna konfuzijska stanja pogotovo kod starijih teže bolesnih pacijenata (obično kod pacijenata s poremećajem bubrega). Halucinacije, depresija se mogu javiti rijetko. Takođe, rijetko se mogu javiti trombocitopenija i leukopenija, uključujući i agranulocitozu, ali se obično povuku nakon prestanka uzimanja cimetidina. Prijavljeni su i retki slučajevi alergijskog vaskulitisa. Vrlo retko se može javiti pancitopenija i aplastična anemija, intersticijski nefritis, akutni pankreatitis, vrućica, glavobolja, mijalgija, artralgija, sinus bradikardija, tahikardija i srčani blok. Takođe, vrlo su retki slučajevi anafilaktičkog šoka. Postoje prijavljeni i slučajevi alopecije i impotencije, ali nema dokaza uzročno-posljedične povezanosti s uzimanjem cimetidina. Prijavljeni su i izolovani slučajevi povećanja plazmatskog kreatinina ali bez kliničke značajnosti.

## Literatura
- Faloon, William; Kitchen, Kate (2001). „Tagemet to Treat Herpes and Shingles”. Life Extension Magazine.[мртва веза]
- Furst, D. E. (1996). „Pharmacokinetics of hydroxychloroquine and chloroquine during treatment of rheumatic diseases”. Lupus. 5 Suppl 1: S11—5. PMID 8803904.
- Fit KE, Williams PC (2007). „Use of histamine2-antagonists for the treatment of verruca vulgaris”. Ann Pharmacother. 41 (7): 1222—6. PMID 17535844. doi:10.1345/aph.1H616.
- „Musculoskeletal Pain”. Архивирано из оригинала 02. 10. 2008. г. Приступљено 16. 03. 2010.
- Silverman, Richard A. (2004). The organic chemistry of drug design and drug action. Amsterdam: Elsevier Academic Press. стр. 159. ISBN 978-0-12-643732-4.

## Spoljašnje veze
- „Cimetidin i impotencija”. Архивирано из оригинала 13. 11. 2010. г. Приступљено 16. 03. 2010.
- Tagamet: Lek koji je promenio živote ljudi
- www.vetpharm.uzh.ch

|  | Molimo Vas, obratite pažnju na važno upozorenje u vezi sa temama iz oblasti medicine (zdravlja). |